# Parole de singe
Parole de singe (Fearful Symmetry) est le 18e épisode de la saison 2 de la série télévisée X-Files. Dans cet épisode, Mulder et Scully enquêtent sur des disparitions d'animaux dans un zoo.
L'épisode a obtenu des critiques plutôt défavorables.

## Résumé
À Fairfield, dans l'Idaho, une force invisible sème la panique dans les rues de la ville et tue un ouvrier sur la route. Plus tard, un éléphant qui s'était échappé dans la nuit du parc zoologique local se matérialise brusquement et meurt peu après. Mulder et Scully enquêtent sur ce cas étrange et apprennent que le zoo est en grande difficulté financière. Ils interrogent Kyle Lang, le responsable du PRN, une association qui milite pour les droits des animaux, qui nie toute implication dans l'évasion de l'éléphant. Les Lone Gunmen apprennent à Mulder que plusieurs disparitions d'animaux se sont produites au zoo et que des observations d'OVNI sont faites régulièrement dans la région. De son côté, Scully suit un membre du PRN qui s'introduit furtivement dans le zoo. Le militant voit une tigresse disparaître dans un éclair de lumière et meurt peu après déchiqueté.
Scully réalise une autopsie de l'éléphant et découvre que cette femelle était enceinte, ce qui est considéré comme impossible par Willa Ambrose, la gérante du zoo, aucune grossesse d'animal n'ayant jamais pu être menée à terme dans le parc. La tigresse fait sa réapparition à Boise et doit être abattue. Après cet incident, le zoo doit fermer ses portes. Ayant appris par Scully que cet animal était également enceinte, Mulder pense que des extraterrestres fécondent artificiellement des spécimens d'espèces en danger afin de réaliser leur propre arche de Noé. Sophie, le gorille femelle à qui Ambrose a appris la langue des signes, s'avère elle aussi être enceinte et exprime sa peur de voir son bébé lui être enlevé dans la lumière. Ambrose, sommée peu après de remettre Sophie à la garde des autorités, cherche vainement l'aide de Lang.
Plus tard, Lang trouve la cage de Sophie vide et est tué. Scully suspectant Ambrose de l'avoir tué, cette dernière avoue qu'elle a chargé Ed Meecham, un gardien du zoo, de mettre Sophie en sûreté et que c'est lui qui a tué Lang lorsque ce dernier l'a surpris. Mulder rejoint Meecham à l'endroit où celui-ci a emmené Sophie mais se fait enfermer par le gardien dans une pièce avec le gorille. Sophie blesse Mulder avant de disparaître dans un éclair de lumière. Elle est plus tard retrouvée morte non loin d'une route. Ambrose et Meecham sont arrêtés pour le meurtre de Lang, tandis que Mulder est persuadé que des extraterrestres défenseurs de l'environnement sont derrière toute cette affaire.

## Distribution
- David Duchovny : Fox Mulder
- Gillian Anderson : Dana Scully
- Jayne Atkinson : Willa Ambrose
- Lance Guest : Kyle Lang
- Jack Rader : Ed Meecham
- Tom Braidwood : Melvin Frohike
- Bruce Harwood : John Fitzgerald Byers
- Lenno Britos : un employé de ménage (l'acteur jouera également Luis Cardinal dans la saison 3)

## Production
Lors de la production de cet épisode, l'élément le plus difficile est d'obtenir un éléphant, un permis spécial devant être délivré pour qu'un animal de cirque soit amené à Vancouver depuis les États-Unis. Les lois de la Colombie-Britannique interdisant qu'un animal de cirque apparaisse dans les rues d'une ville, la scène avec l'éléphant est tournée sur une route de campagne au sud de Surrey. Lors de cette scène, où l'éléphant se retrouve face à face avec un camion, l'équipe de tournage craint que l'animal ne veuille pas s'approcher du véhicule mais c'est le contraire qui se produit, l'éléphant ne voulant plus s'éloigner du camion.
Un tigre de cirque est également utilisé dans l'épisode. Le site de construction sur lequel il fait sa réapparition est nommé Blake Towers d'après le poète anglais William Blake. Blake est l'auteur d'un poème intitulé The Tyger (« le Tigre »), et le titre original de l'épisode, Fearful Symmetry, fait référence à un vers de ce poème. Les scènes se déroulant au zoo sont filmées au zoo du parc Stanley, qui a fermé ses portes en 1996.

## Accueil

### Audiences
Lors de sa première diffusion aux États-Unis, l'épisode réalise un score de 10,1 sur l'échelle de Nielsen, avec 17 % de parts de marché, et est regardé par 16,50 millions de téléspectateurs.

### Accueil critique
L'épisode recueille des critiques plutôt défavorables. Parmi les critiques positives, le site Le Monde des Avengers lui donne la note de 3/4.
Du côté des critiques mitigées, le magazine Entertainment Weekly lui donne la note de C. Zack Handlen, du site The A.V. Club, lui donne la note de C.
Parmi les critiques négatives, John Keegan, du site Critical Myth, lui donne la note de 4/10. Dans leur livre sur la série, Robert Shearman et Lars Pearson lui donnent la note de 2/5.

### Distinctions
L'épisode est récompensé en 1995 par l'Environmental Media Association du prix du « meilleur épisode de série télévisée dramatique comportant un message écologique ».